# Geología de México

Mapa topográfico de México

El término geología de México alude a la gran diversidad de formaciones geológicas que tiene ese país. En el centro y norte hay altiplanicies, rodeadas por dos principales cordilleras, llamadas Sierra Madre Oriental y Sierra Madre Occidental; al sur, la Sierra Madre del Sur y en el centro, el Eje Neovolcánico. La península de Yucatán es una región de tierras bajas, y la mayor parte del país tiene elevaciones geológicas. Los bosques se encuentran en su mayoría en las montañas. Al encontrarse en una zona donde hay gran actividad tectónica, México tiene numerosas fallas, zonas sísmicas y volcánicas.
La situación geológica actual de México es debido a que el país está al límite de la placa norteamericana, que crea una zona de subducción con la placa de Cocos, en el océano Pacífico. También forma parte del cinturón de fuego del Pacífico, y forma zonas de expansión en los límites de las placas norteamericana y del Pacífico. La actividad sísmica y volcánica de México se debe a las fallas geológicas y puntos calientes que generan placas tectónicas tales como la falla de San Andrés, la falla mesoamericana o el eje volcánico transversal.

## Fallas geológicas

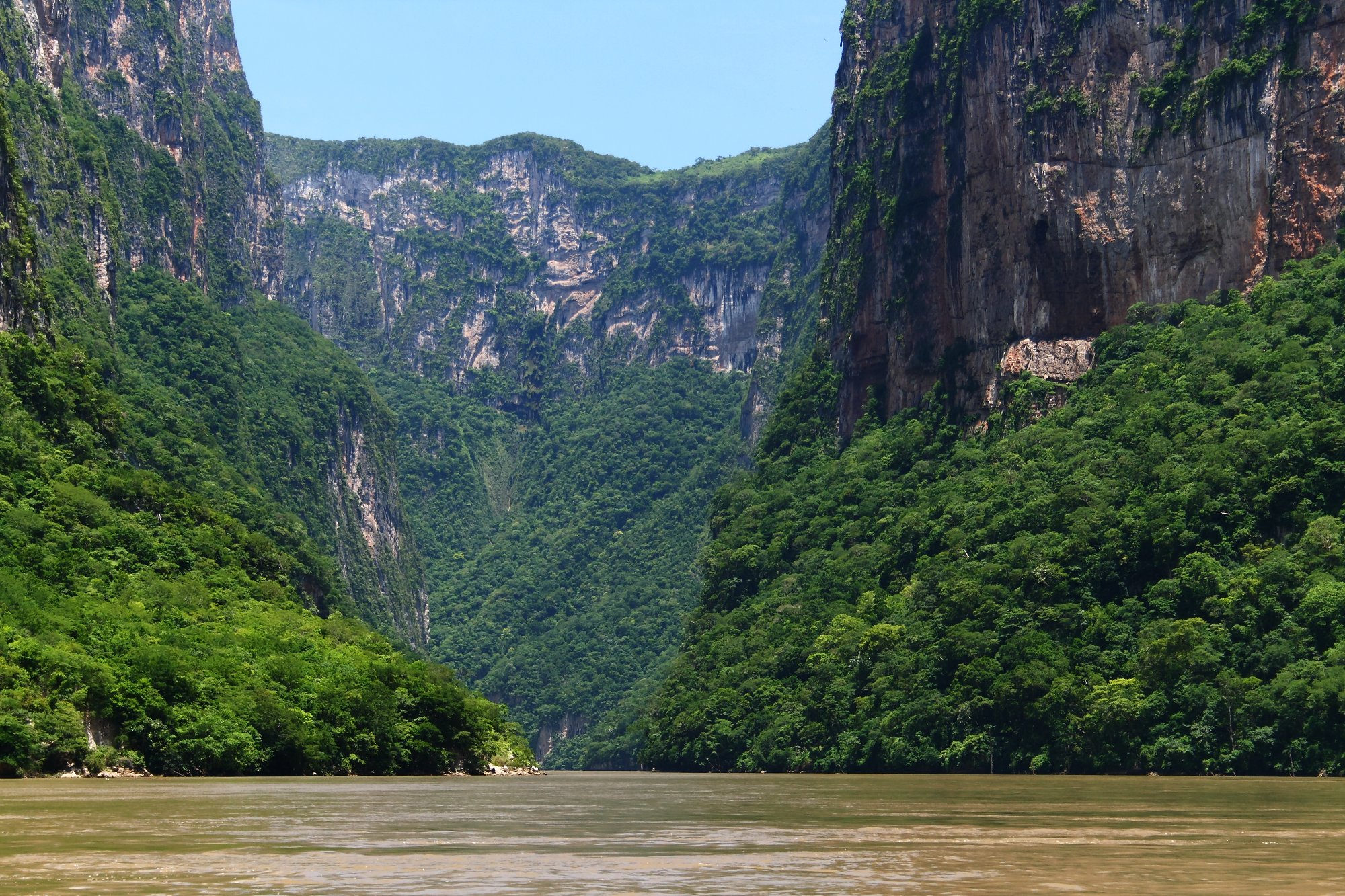
El cañón del Sumidero es una falla geológica.

El vulcanismo es un sistema natural, continuo o discontinuo. Los volcanes tienen una gran relevancia, pero hay fallas como la de san Andrés que experimentan sismos de una forma muy constante. Otras fallas, como la del cañón del sumidero en Chiapas, no representan un riesgo considerable a la población.
Sin embargo, se encontraron fallas en la zona norte de la Ciudad de México que no son muy grandes, pero al encontrarse en una zona densamente poblada, pueden traer consecuencias moderadas: el desplazamiento desigual de la tierra puede causar hundimientos de la misma provocando daños a la vía pública o en construcciones privadas.

### Principales fallas geológicas
- Falla de San Andrés
- Falla mesoamericana
- Eje volcánico transversal

## Sismología en México
El territorio mexicano está en el sur, muy cercano a la zona de subducción de la placa de cocos y la placa norteamericana, y esta última se desliza lentamente por encima de la de Cocos, propiciando el desarrollo de sismos. El movimiento es constante, pero cuando llega a haber fricción entre las placas y terminan por atorarse, se acumula energía en las placas, debido a que las corrientes de convección del manto terrestre siguen empujando a la placa, lo que ocasiona que se acumule energía y, al cabo de un tiempo, cuando se llega a liberar toda la energía, se ocasionan fuerte movimientos sísmicos, tales como los acontecidos en 1957, 1985 y en 2017.
En el norte del país también se encuentra la falla de San Andrés que, a diferencia de la zona de subducción de las placas norteamericana y de cocos, es de tipo transformante, es decir, se desplaza hacia los lados. Es una de las más activas del mundo, por lo que la actividad sísmica en esa zona es algo muy común, aunque rara vez ha ocasionado un sismo de gran magnitud. El último sismo sumamente destructivo y de magnitudes muy grandes fue el de San Francisco a inicios del siglo XX.
En Yucatán y en el área del golfo de México hay actividad sísmica muy pequeña, debido a que estas zonas no se encuentran cercanas a puntos calientes, zonas de subducción o fallas geológicas.

## Vulcanología en México
México tiene numerosos volcanes (126). Hay dos tipos de volcanes: los de puntos calientes y los de subducción. En México dominan los de subducción. Localizados en su mayoría en el centro y sur del país. México tiene el volcán más joven del mundo, se trata del Paricutín, un volcán que nació el 20 de febrero de 1943, su nacimiento fue algo escandaloso y preocupante, aunque no hubo víctimas mortales, la lava cubrió al pueblo más cercano. Y también fue científicamente útil, porque fue la primera vez en que se pudo observar en pleno desarrollo el nacimiento de un volcán.

### Principales volcanes

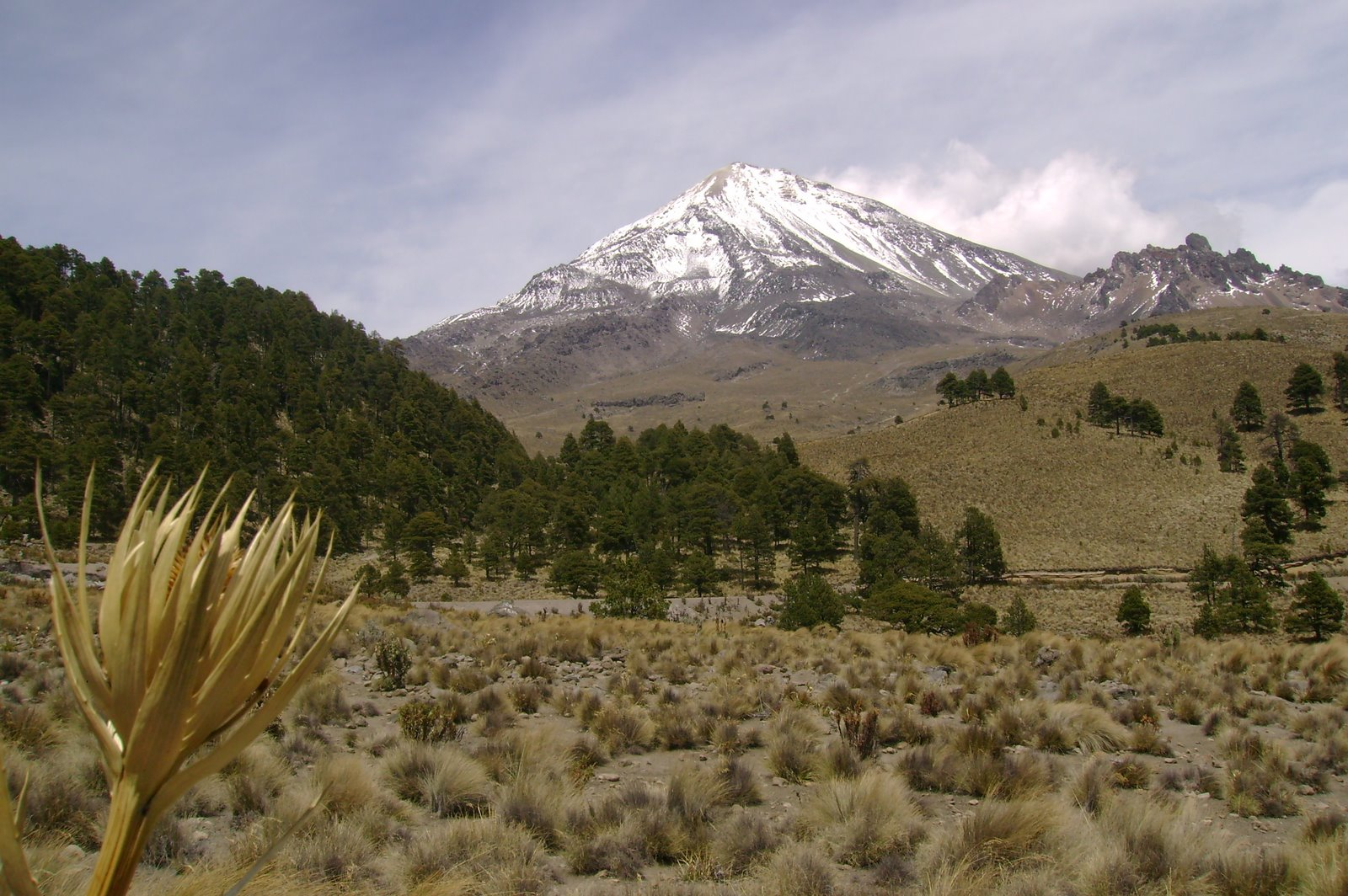
Pico de Orizaba.

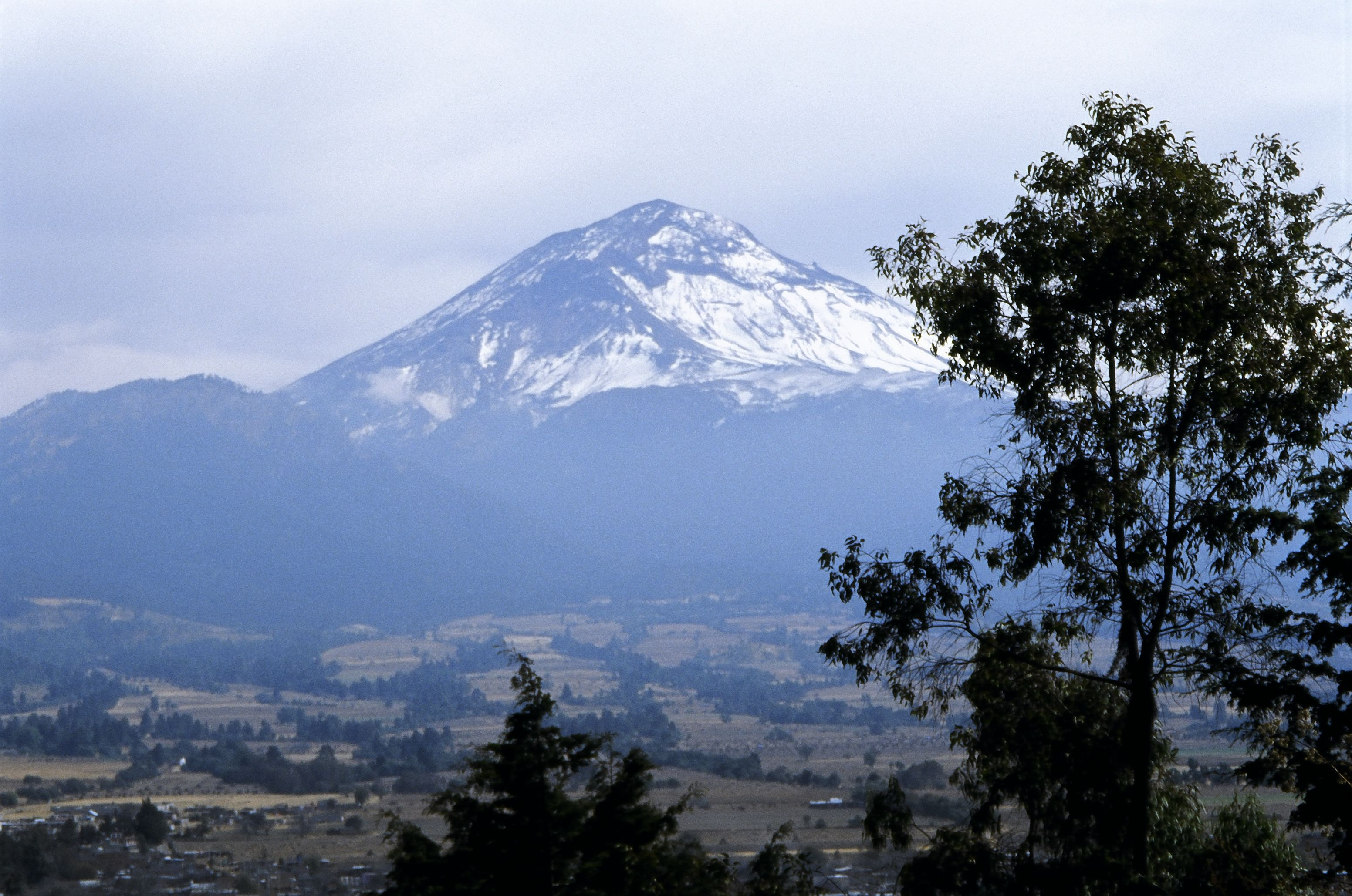
Popocatépetl.

#### Volcanes en México enlistados por altura
1. Pico de Orizaba
2. Popocatépetl
3. Iztaccíhuatl
4. Nevado de Toluca
5. Sierra Negra
6. La Malinche
7. Nevado de Colima
8. Cofre de Perote
9. Monte Tláloc

#### Volcanes activos por riesgo eruptivo
1. Popocatépetl
2. Volcán de Colima
3. Ceboruco
4. Citlaltépetl o Pico de Orizaba
5. Chichon
6. Nevado de Toluca
7. Xocotépetlo Jocotitlán
8. Tacaná
9. La Malinche
10. Los Humeros (Puebla)

## Relieve

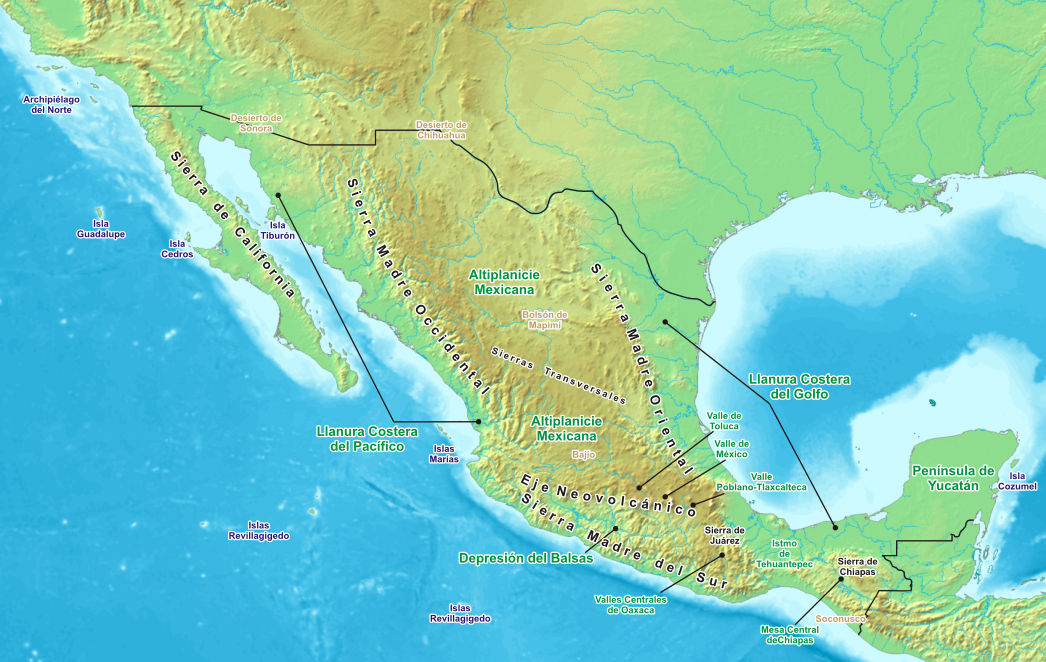
Mapa del relieve de México

En México, abundan tanto las elevaciones geológicas cuyas montañas forman cordilleras, como la Sierra madre oriental, la sierra madre occidental, el eje volcánico transversal, entre otros. Las elevaciones no son los únicos tipos de relieve, también hay una importante área formada por mesetas o llanuras, también por cuencas, por ejemplo, la capital, la Ciudad de México está ubicada en una cuenca hidrográfica, donde alguna vez tuvieron lugar importantes lagos, como el de Texcoco, el de Xochimilco entre otros, hoy en día el lago de Texcoco se ha extinguido a causa de la erosión y el crecimiento de la ciudad.
Algunas de las principales elevaciones geológicas: Altzomoni, Volcán de Colima, Cerro Rabón, Cerro de Los Gallos, Cerro de la Cruz (Tepic), Cerro de la Loma Larga, Cerro de la Silla, Cerro de las Mitras, Cerro del Cubilete, Cerro del Mesón, Cerro del Topo Chico, Cofre de Perote, Cristo de Copoya, Cuatlapanga, Cerro Culiacán, El Jorullo, Volcán Evermann, Iztaccíhuatl, Cerro de Chipinque, Cerro del Muerto, Nevado de Toluca, Otzelotzi, Peña de Bernal, Pico de Orizaba, Popocatépetl, Tetela de Ocampo, Tonalapa, Xocotépetl

## Cuevas

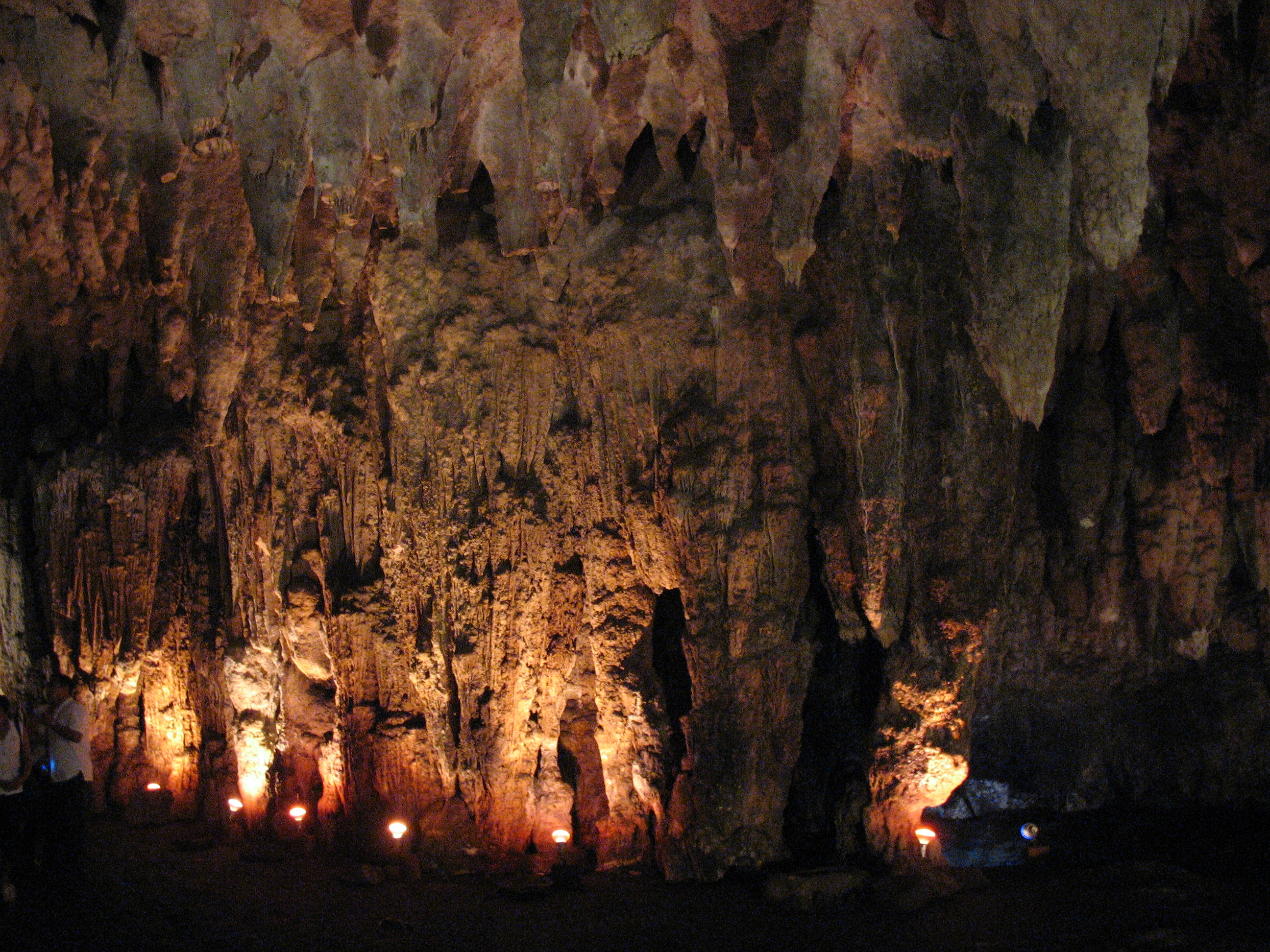
Grutas de Loltún.

Las cuevas son sistemas importantes y relativamente poco conocidos. Su estudio se ve dificultado por el acceso a su interior ya que se requiere de conocimiento topográfico y geológico. Algunas de las cuevas más visitadas de México son:
- Guilá Naquitz
- Loltún
- Cueva de Oxtotitlán
- Sótano de las Golondrinas
- Sótano del Barro
- El Zacatón

## Ríos
Una consecuencia de las elevaciones geológicas en el territorio nacional es que a causa de la altura el agua escurre formando ríos que fluyen desde las montañas de las Sierras, proporcionando un territorio rico en ríos que contribuyen al desarrollo de la vida vegetal y por ende también animal y el aprovechamiento del agua por instalaciones humanas. El río más caudaloso de México es el río Bravo, que también sirve como frontera con Estados Unidos.

## Lagos y lagunas

### Los principales lagos y lagunas
Algunos de los lagos y lagunas más importantes de México:
- Laguna de Aljojuca
- Presa Álvaro Obregón
- Lago de Arareco
- Laguna de Bacalar
- Presa de la Boquilla
- Laguna de Cajititlán
- Laguna de Catemaco
- Lago de Chapala
- Lago de Cuitzeo
- Lago Yuriria
- Laguna de Mayrán
- Lago de Pátzcuaro
- Laguna de Sayula
- Laguna de Silvituc
- Laguna de Tequesquitengo
- Laguna de Términos
- Lagunas de Zempoala
- Laguna de Zumpango
- sistema lagunar Nichupté

### Playas de México
Las playas mexicanas son un destino turístico muy frecuente, pues las playas mexicanas tienen un clima cálido y húmedo, lo que agrada a muchas personas.
Playas más visitadas:
- Cancún (Quintana Roo)
- Bahías de Huatulco (Oaxaca)
- Acapulco de Juárez (Guerrero)
- Cabo San Lucas (BCS)
- Costa Esmeralda (Veracruz)
- Careyes (Jalisco)
- Playa Escondida (Veracruz)
- Playa Miramar (Tamaulipas)
- Playa los Muertos (Jalisco)
- Playa Ventura (Guerrero)
- Puerto Escondido (Oaxaca)
- Tulum (Rivera Maya)
- Zihuatanejo (Guerrero)
- Manzanillo (Colima)